# Daniele Farlati
Daniele Farlati (San Daniele del Friuli, 22 de febrero de 1690-Venecia, 5 de abril de 1773) fue un jesuita, historiador y erudito italiano.

## Vida
Completados sus estudios, colaboró veinte años (1722-1742) con Filippo Riceputi en Illyricum Sacrum, una obra que este último había concebido. Muerto Riceputi, Farlati abandonó el plan original de éste (historia pontificia, sinodal, hagiológica y cenobitica) en favor de una estructura más simple y fácil: en la historia de los obispos de cada diócesis, incluyó todos los aspectos de la historia de la iglesia ilírica. Aunque Riceputi había dejado un inmenso material en el Museo Ilírico, Farlati continuó su correspondencia con personas eminentes en la materia y emprendió nuevas investigaciones para completar la colección. El primer volumen (1751) hace una introducción descriptiva del país, enriquecida con datos y cartas topográficas, y la historia de la iglesia ilírica, en especial la de la iglesia de la antigua Salona (cerca de Split, Croacia) hasta el siglo iv. El segundo volumen continúa la historia de Salona hasta su destrucción. El tercero (1765) trata de la iglesia de Split y el cuarto, de sus sedes sufragáneas. El quinto describe la iglesia de Zadar y sus sufragáneas; éste lo preparó Farlati, pero fue publicado por Giovanni Giacomo Coleti en 1775, quien añadió más tarde tres volúmenes más.
El Illyricum Sacrum, de ocho volúmenes, es reconocido como un trabajo de gran envergadura, entre las mejores obras de la historiografía mundial, sobre todo eclesiástica. «Escrita con mente y corazón sobre toda alabanza, en la elegancia de su latín, presenta un estilo vigoroso, llano, comprensivo y fluido» (Emilio Patriarca). Gracias a ella se conocen muchos documentos, hoy perdidos. Hubo críticos que le acusaron de presentar una Dalmacia ideal y lejana de la realidad, de cometer errores crono-topográficos, de admitir como auténticos muchos documentos pontificios no seguros, y de dar demasiada importancia a leyendas y tradiciones. Una obra tan vasta, escrita en tiempos tan diffciles, no es extrano que contenga ciertos errores. Respecto a los documentos, Farlati no tenía la posibilidad de comprobarlos todos; ni estaban la arqueología ni la crítica en su tiempo lo bastante avanzadas como para poder determinar con exactitud la autenticidad de sus fuentes. El erudito tratado De artis criticae, publicado péstumamente, fue su respuesta a los críticos del Illyricum Sacrum.
Además de su labor histórica por un período de cincuenta años, no omitió la pastoral. Destacó por su predicación, tandas de Ejercicios, pláticas y, sobre todo, su atención a enfermos y encarcelados.

## Obras
- Illyricum Sacrum, 5 v. (Venecia, 1751-1775).
- De artis criticae inscitia antiquitati objecta, ed. G. Coleti (Venecia, 1777).